# Pedro de Alcántara Téllez-Girón y Beaufort Spontin
Pedro de Alcántara Téllez-Girón y Beaufort Spontin, XI książę Osuny, XIV książę del Infantado (ur. 10 września 1810 w Kadyksie, zm. 29 września 1844 w Madrycie) – hiszpański arystokrata.
Tytuł księcia odziedziczył po śmierci ojca w 1820. Zmarł bezpotomnie, tytuł odziedziczył po nim brat Mariano.